# Левковриси
Левковриси, още Извор или Ак бунар (на гръцки: Λευκόβρυση, до 1927 година Ίσβορος, Исворос или Ακ Μπουνάρ, Ак бунар), е село в Гърция, в дем Кожани, област Западна Македония.

## География
Левковриси е разположено на 650 m надморска височина, на 3 km южно от Кожани.

## История

### В Османската империя
В 1528 година Извор има 59 домакинства с 266 жители.
В края на XIX век Извор е турско село в Кожанска каза на Османската империя. Според статистиката на Васил Кънчов („Македония. Етнография и статистика“) през 1900 година в Акъ Бунаръ (Низворо), Кожанска каза, има 687 турци.
На Етнографската карта на Битолския вилает на Картографския институт в София от 1901 година Акбунар е чисто турско село в Кожанската каза на Серфидженския санджак със 119 къщи.
Според статистика на Серфидженския санджак на гръцкото консулство в Еласона от 1904 година в Ак бунар (Исворос) (Ακ-μπουνάρ Ίσβορος), Кожанска каза, живеят 650 турци.

### В Гърция
През Балканската война в 1912 година в селото влизат гръцки части и след Междусъюзническата в 1913 година остава в Гърция. В 1913 година селото (Ίσβορος Ακ Μπουνάρ) има 334 жители. През 20-те години населението му се изселва в Турция и на негово място са настанени бежанци от Турция. В 1928 година селото е изцяло бежанско със 125 семейства и 534 жители бежанци.
През 1927 година името на селото е преведено на гръцки като Левковриси, в превод - Бял извор.
Населението традиционно произвежда жито, тютюн и други земеделски продукти.
| Име      | Име      | Ново име | Ново име | Описание                |
| -------- | -------- | -------- | -------- | ----------------------- |
| Кайнакия | Καϊνάκια | Анаврика | Άναβρικά | река на Ю от Левковриси |

| Година    | 1913 | 1920 | 1928 | 1940 | 1951 | 1961 | 1971 | 1981 | 1991 | 2001 | 2011 | 2021 |
| --------- | ---- | ---- | ---- | ---- | ---- | ---- | ---- | ---- | ---- | ---- | ---- | ---- |
| Население | 334  | 667  | 486  | 638  | 693  | 730  | 629  | 851  | 922  | 1095 | 1208 | 1089 |